# Squash Australia Hall of Fame
le Temple de la renommée du squash australien (Squash Australia Hall of Fame) honore les joueurs de squash qui ont rendu des services exceptionnels au squash australien. Le Hall of Fame est administré par la Fédération australienne de squash Squash Australia. Actuellement, 18 joueurs sont membres du Hall of Fame, qui distingue les catégories Membre et Légende. 

## Membres du Temple de la renommée du squash australien
Légende des couleurs et des personnes :
| Membre  |
| Légende |

Les joueurs marqués d'un * sont également membres du Temple de la renommée du squash
| Nom                | Succès |
| ------------------ | --- |
| Steve Bowditch     | vice-champion du monde par équipes 1981 |
| Vicki Cardwell     | championne du monde 1983, championne du monde par équipes 1981, 12 mois no 1 mondial |
| Chris Dittmar      | vice-champion du monde 1983, 1987, 1989, 1990 et 1992, champion du monde par équipes 1989 et 1991, 2 mois no 1 mondial |
| Rodney Eyles       | champion du monde 1997, champion du monde par équipes 1991 |
| Sarah Fitz-Gerald* | championne du monde 1996, 1997, 1998, 2001 et 2002, championne du monde par équipes 1994, 1996, 1998, 2002, 2004 et 2010, vice-championne du monde en double et mixte 2006 (avec Robyn Cooper), 40 mois no 1 mondiale, médaille d'or aux Jeux mondiaux de 1997 et aux Jeux du Commonwealth de 2002 |
| Ken Hiscoe         | champion du monde par équipes 1967, 1969 et 1971, no 1 mondial |
| Geoff Hunt*        | champion du monde 1976, 1977, 1979 et 1980, champion du monde par équipes 1967, 1969 et 1971, 60 mois no 1 mondiale |
| Liz Irving         | vice-championne du monde 1993, championne du monde par équipes 1992, 1994, 1996 et 1998, championne du monde en mixte 1997 (avec Dan Jenson) |
| Michelle Martin*   | championne du monde 1993, 1994 et 1995, championne du monde par équipes 1992, 1994, 1996 et 1998, 58 mois no 1 mondiale, médaille d'or aux Jeux du Commonwealth de 1998 en simple et double mixte                                                                                                  |
| Heather McKay*     | championne du monde 1979, 16 fois vainqueur du British Open, no 1 mondiale |
| Rodney Martin      | champion du monde 1991, champion du monde par équipes 1989 et 1991 |
| Cam Nancarrow      | champion du monde par équipes 1967, 1969, 1971 et 1973 |
| Sue King           | vice-championne du monde par équipes 1979, vainqueur du British Open 1978 |
| Anthony Ricketts   | champion du monde par équipes 2003, champion du monde en double et en mixte 2006 (avec Stewart Boswell) |
| Kevin Shawcross    | champion du monde amateur 1976, champion du monde par équipes 1976 |
| Rhonda Thorne      | championne du monde 1981, championne du monde par équipes 1981 et 1983 |
| Barbara Wall       | Première Australienne 60 mois no 1 mondiale, vice-championne du monde par équipes 1979 |
| Gordon Watson      | Numéro un australien de toutes les années 1940, pionnier du squash australien |